# 葡萄胸鴨
，为雁鴨科亚鸭属下的一个种。是一種生活在北美洲的涉禽鴨。這個物種以前被歸類於鴨屬（Anas），現在與其他野鴨一起被分類在涉亞鴨屬（Mareca）中。牠是赤頸鴨在新大陸的對應物種。

## 分類
葡萄胸鴨由德國博物學家約翰·弗里德里希·格梅林於1789年在他的卡爾·林奈的Systema Naturae修訂和擴展版本中正式描述。他將其與其他鴨、鵝和天鵝一起歸入鴨屬（Anas），並創造了雙名Anas americana。格梅林的描述基於艾德梅·路易斯·多邦頓手繪的《路易斯安那州詹森鴨》（Le Canard Jensen, de la Louisiane）和托馬斯·潘南特在他的Arctic Zoology中對「葡萄胸鴨」的描述。潘南特曾從紐約收到了標本。 現在，葡萄胸鴨與赤頸鴨以及另外三種涉禽鴨一起被歸類在英國博物學家詹姆斯·弗朗西斯·斯蒂芬斯於1824年引入的亞鴨屬（Mareca）中。該屬名來自葡萄牙語中的Marréco，意思是小鴨。 該物種被認為是單型種：未被認可任何亞種。
另一個常見名稱是「禿頭鴨」（baldpate），因為雄鳥有白色的頭頂和前額。

## 描述

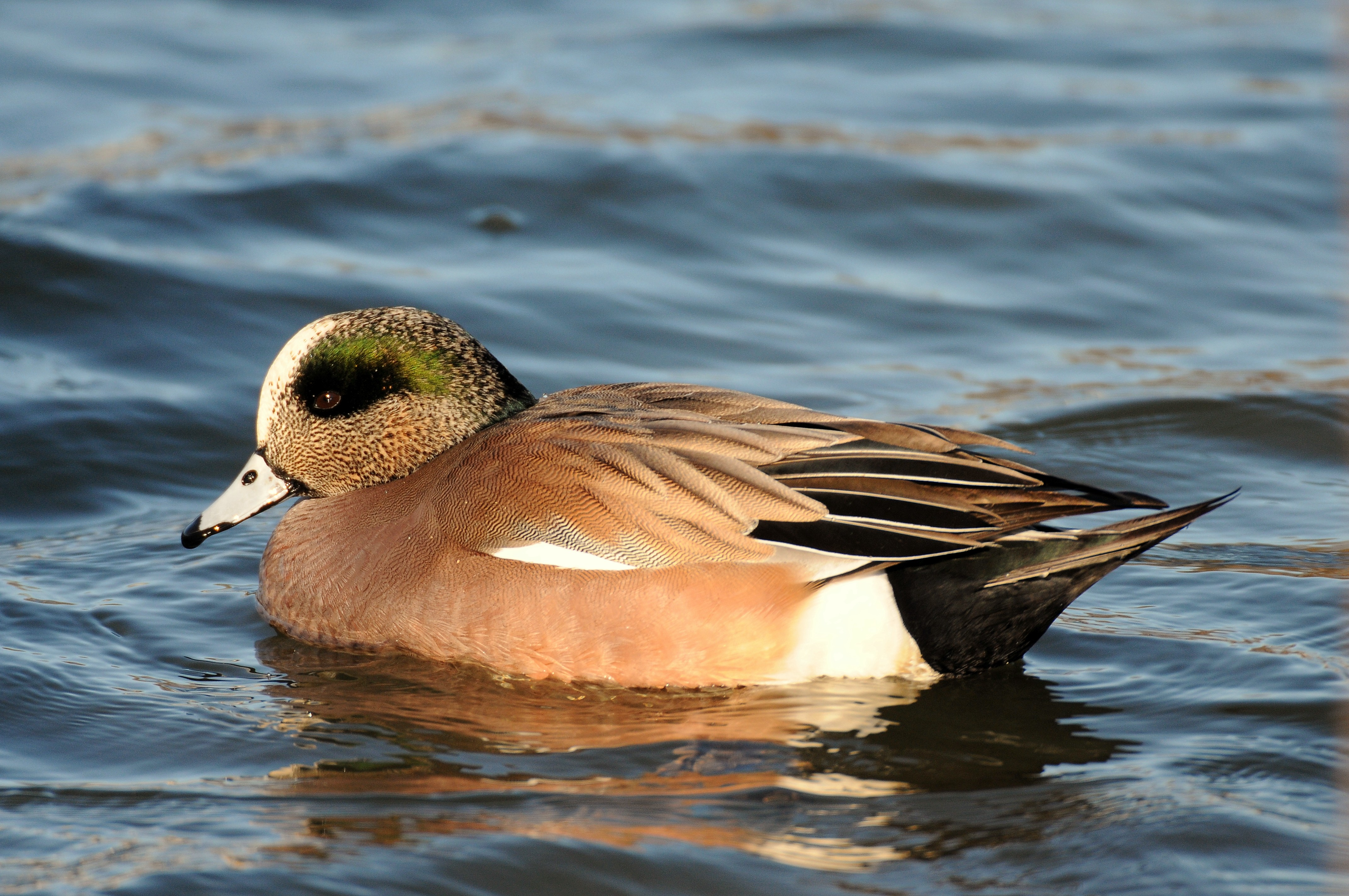
雄鴨的冬羽 紐澤西州,美國

葡萄胸鴨是一種中等大小的鳥，比美洲小水鴨大，但比針尾鴨小。從輪廓上看，在野外可通過其圓形的頭、短脖子和小喙與其他涉禽鴨區分開來。牠的長度為42—59 cm（17—23英寸），翼展為76—91 cm（30—36英寸），重512—1,330 g（1.129—2.932磅）。 這種野鴨每年有兩次成年換羽，第一年還有一次幼鳥換羽。
繁殖期的雄鳥（公鴨）是一種引人注目的鳥，其眼睛周圍有一圈綠色羽毛，頭頂有一條從頭頂延伸到喙的奶油色冠。這個白色的斑塊給了野鴨另一個常見的名稱——禿頭鴨（pate是頭的另一個詞）。牠的腹部也是白色的。在飛行時，公鴨可以通過每隻翅膀上的大白色肩膀斑塊來識別。當鳥兒盤旋和轉彎時，這些白色斑塊會閃爍。在非繁殖期（換羽期）羽毛中，公鴨看起來更像母鴨。
母鴨則不那麼顯眼，主要有灰色和棕色的羽毛。兩性都有淡藍色的喙，喙尖為黑色，腹部為白色，腿和腳為灰色。翼鏡羽後面的翼斑是灰色的。除了赤頸鴨外，牠們可以通過形狀與大多數鴨子區分開來。然而，該物種的頭部顏色較深，下翼全為灰色。母鴨的頭部和頸部顏色與赤頸鴨不同。牠在靠近水的地面和植被下築巢，每窩產下6-12顆乳白色的蛋。群體中通常包含美洲白冠雞。
葡萄胸鴨是一種吵鬧的物種，在野外經常可以通過其獨特的叫聲來識別。公鴨發出三聲哨音，而母鴨則發出沙啞的咕嚕聲和嘎嘎聲。公鴨的哨聲帶有一種嘶啞的whoee-whoe-whoe，而母鴨則有低沉的咆哮聲qua-ack。

## 分佈和棲地

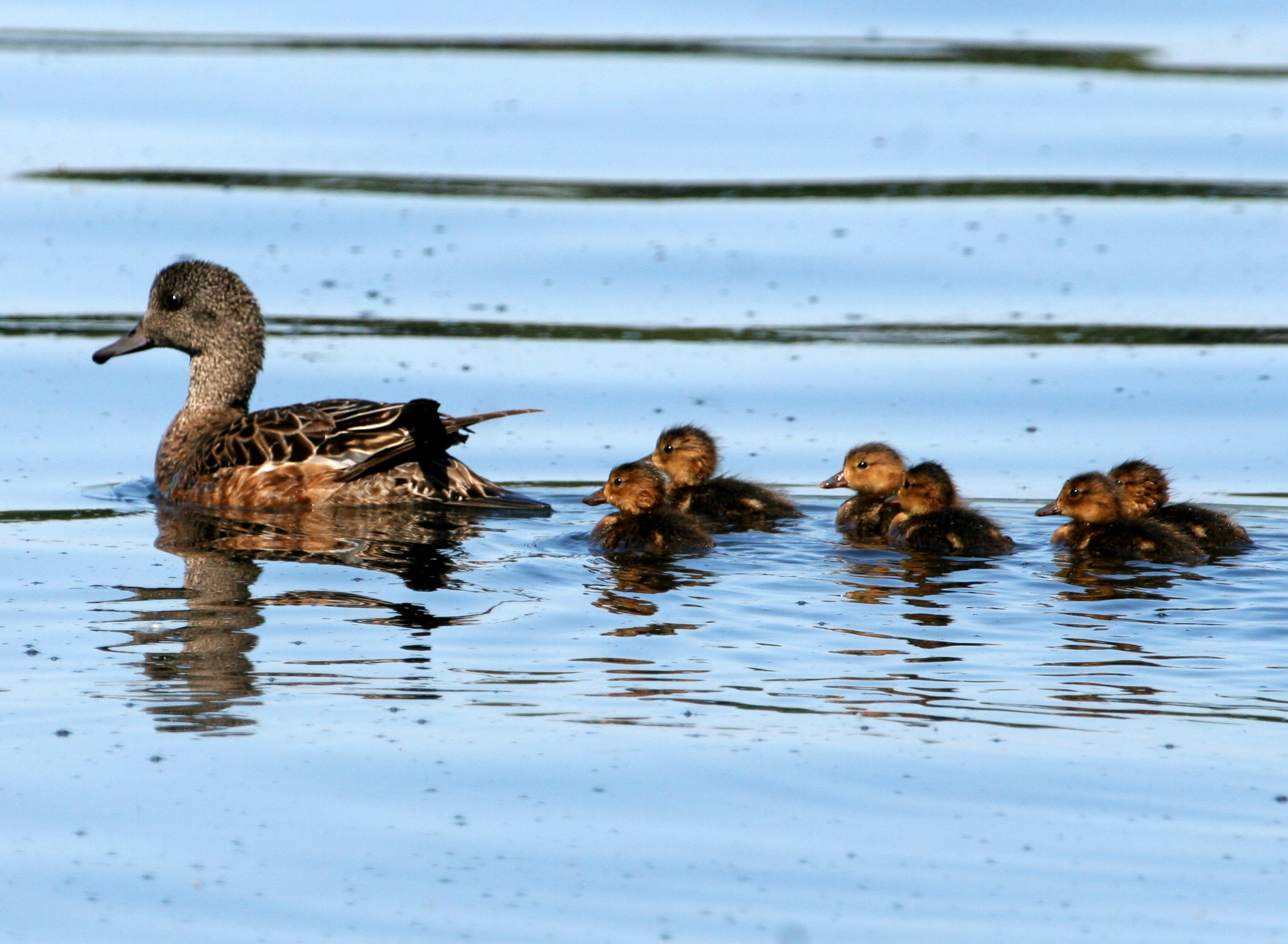
雌鴨和小鴨

葡萄胸鴨分佈廣泛，除了加拿大和阿拉斯加的最北部，在所有地區都有繁殖，還包括內陸西部的愛達荷州、科羅拉多州、南達科他州、北達科他州和明尼蘇達州，以及華盛頓州東部和俄勒岡州。這種鳥的保護狀況為無危。大多數族群在加拿大和阿拉斯加的針葉林和亞北極河三角洲的濕地上繁殖。儘管每個遷徙路線都有發現野鴨，但在太平洋遷徙路線中牠們數量最多。這裡的主要越冬區包括加利福尼亞中央山谷和華盛頓的普吉灣。進一步向東，德州狹長地帶、路易斯安那和德州的海灣沿岸以及加勒比地區也有大量越冬的野鴨。
這種涉禽鴨是遷徙性的，冬季分佈在繁殖範圍以南的美國南部一半地區，愛達荷州、華盛頓州、俄勒岡州和中大西洋沿海地區， 以及進一步向南的中美洲、加勒比地區和南美洲西北部。牠在西歐很少見但規律性出現，自1958年以來，在大不列顛和愛爾蘭曾有大量記錄。在英國，葡萄胸鴨最常見於秋冬季節。
2009年，在傳統調查區估計有250萬隻繁殖中的野鴨——這一數字僅略低於1955-2009年的平均水平。近幾十年來，野鴨數量在加拿大的大草原坑洼地區持續減少，而在阿拉斯加的內陸和西海岸則有增加。葡萄胸鴨通常是美國第五常見的獵鴨，僅次於綠頭鴨、美洲小水鴨、赤頸鴨和林鴛鴦。

## 行為

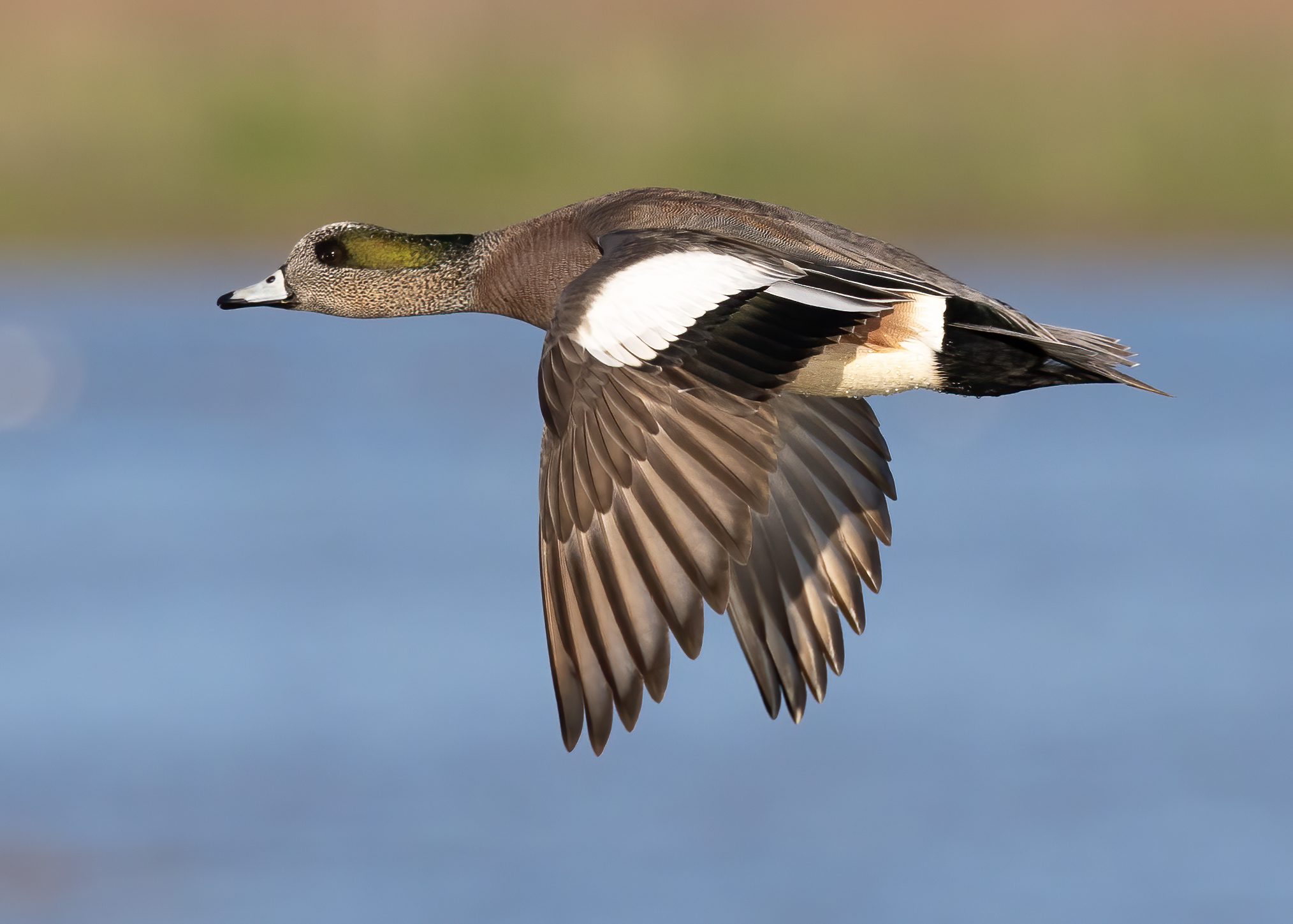
飛行中的雄鴨, 薩克拉門托國家野生動物保護區, 加州

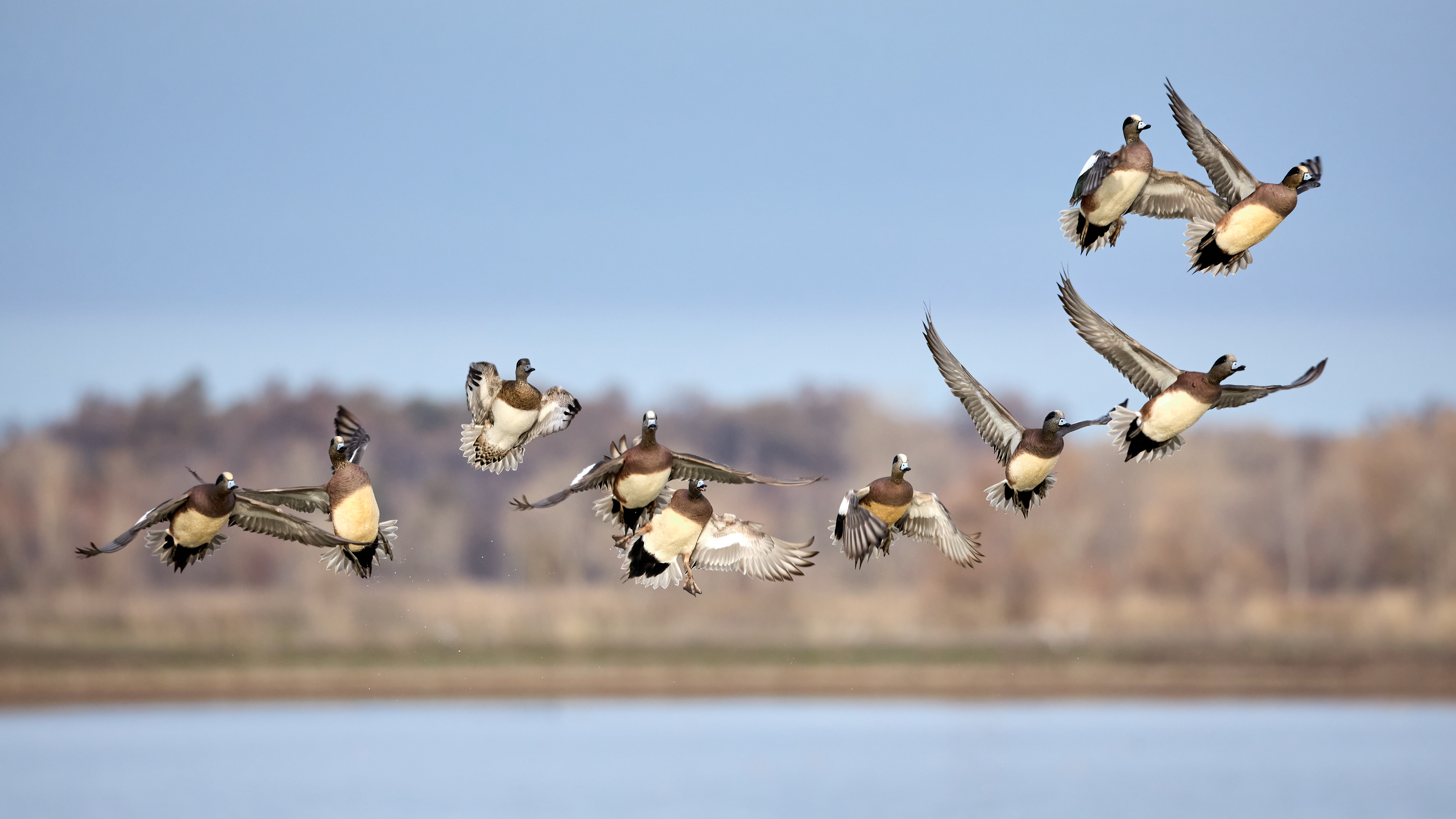
成群飛行, 薩克拉門托國家野生動物保護區, 加州

葡萄胸鴨是開闊濕地的鳥類，如有一些較高植被的濕草地或沼澤，通常通過涉水覓食植物或吃草來進食，而這是牠非常容易做到的。當在水上時，野鴨經常與進食的白冠雞和潛水鳥群集在一起，並且經常會抓住潛水鳥帶到水面的植物碎片，因此有時被稱為「偷獵鴨」或「強盜鴨」。野鴨還經常在乾燥的土地上覓食，在收割後的田地裡吃剩穀物，並在牧草、冬小麥、苜蓿和生菜上覓食。由於主要是素食，許多野鴨在秋季遷徙，早於北部沼澤開始結冰的時間。葡萄胸鴨在繁殖季節外非常合群，會形成大型群體。

### 繁殖
繁殖從四月到五月開始。巢是一個乾燥地面上的窪地，通常距離水域有一定距離。巢裡鋪滿了草和絨毛，並隱藏在植被中。每窩有7-
9顆奶油色的蛋，平均大小為52.9 mm × 37.5 mm（2.08英寸 × 1.48英寸），重量為43 g（1.5 oz）。牠們僅由母鴨孵化，孵化期為23-25天。雄鴨通常在孵化期結束前就離開了母鴨。幼鴨屬於早熟性（precocial），孵化後24小時內離巢，可以自己覓食。幼鴨在大約47天時可以飛行。